# Mihama (Mie)
Mihama (御浜町 Mihama-chō?) es un pueblo localizado en la prefectura de Mie, Japón. En junio de 2019 tenía una población de 8.173 habitantes y una densidad de población de 92,7 personas por km². Su área total es de 88,13 km².

## Geografía

### Localidades circundantes
- Prefectura de Mie
  - Kumano
  - Kihō

## Demografía
Según datos del censo japonés, la población de Mihama ha disminuido en los últimos años.
| Año del censo | Población |
| ------------- | --------- |
| 1995          | 9.914     |
| 2000          | 10.030    |
| 2005          | 9.903     |
| 2010          | 9.376     |
| 2015          | 8.741     |